# Prima guerra franco-malgascia
La prima guerra franco-malgascia o prima spedizione in Madagascar fu una spedizione militare francese intrapresa nel 1883 contro il regno di Imerina (o regno del Madagascar). Fu seguita dalla seconda guerra franco-malgascia del 1895.

## L'influenza britannica in Madagascar
Dopo la conquista delle Mauritius, avvenuta nel 1810 durante le guerre napoleoniche, e la conferma del loro possesso con il Trattato di Parigi del 1814, i britannici videro nel Madagascar una naturale espansione della loro influenza nell'Oceano Indiano. Il re Radama I, che era riuscto a riunire il Madagascar sotto un unico governo grazie alle armi e agli istruttori militari britannici, firmò alcuni trattati con gli inglesi, consentendo l'ingresso di missionari protestanti e mettendo fuori legge la tratta degli schiavi.
Dopo che la regina Ranavalona I prese il potere nel 1828, le relazioni con le potenze straniere si fecero sempre più tese. A metà degli anni 1830 l'influenza britannica era stata ampiamente ridotta e quasi tutti gli stranieri se ne erano andati dal Madagascar o ne erano stati espulsi. Un'eccezione fu il francese Jean Laborde, che riuscì a rimanere sull'isola per costruire delle fonderie e un'industria di armamenti.

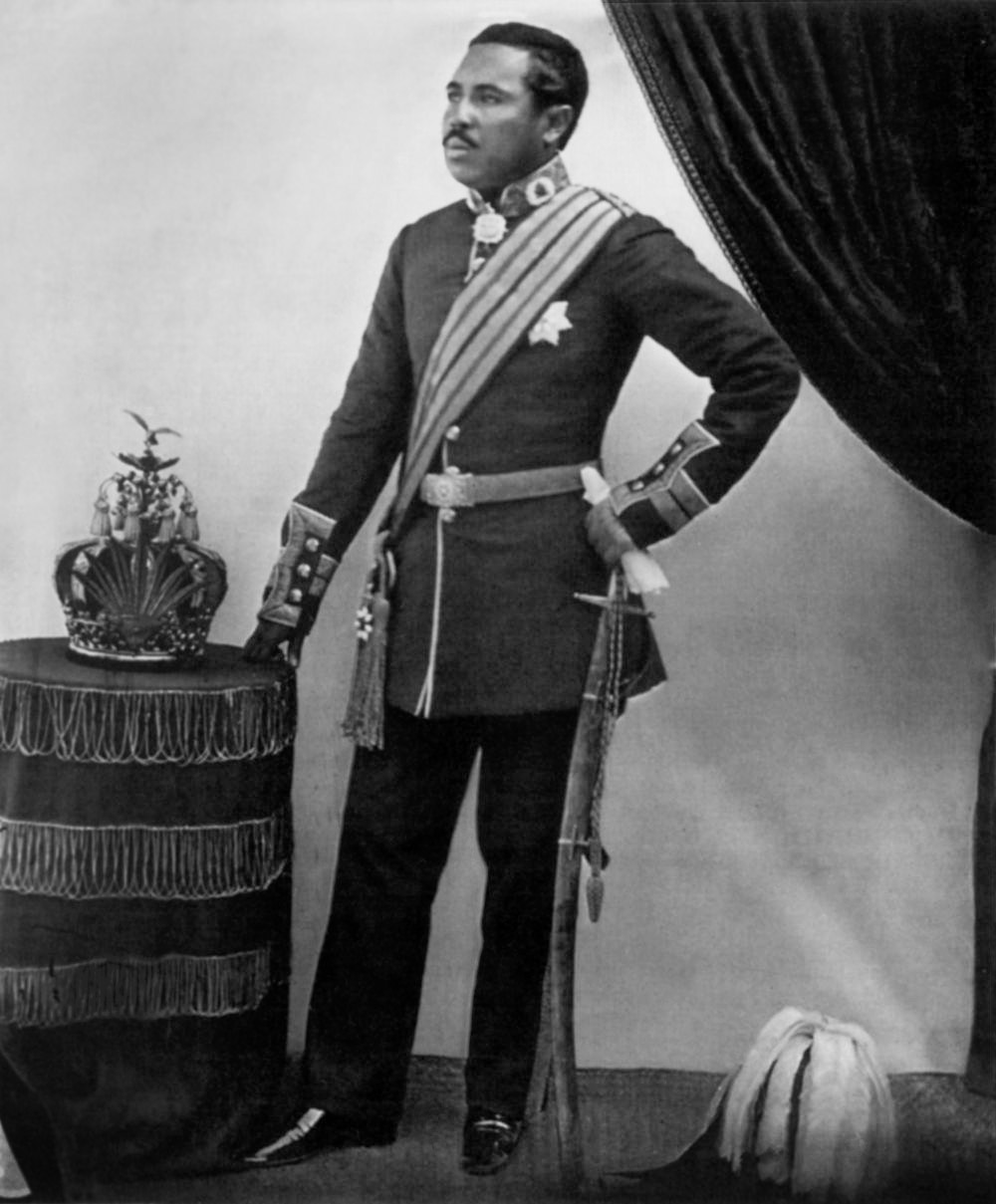
Il re Radama II

Nel 1854 il figlio della regina, il principe Rakoto (futuro re Radama II), sotto l'influenza dei circoli nazionalisti francesi presenti ad Antananarivo, scrisse una lettera a Napoleone III. Questa lettera fu utilizzata dal governo francese come pretesto per una futura invasione del Madagascar. Il 28 agosto 1855 lo stesso Rakoto firmò la "Carta di Lambert", un documento che concedeva al francese Joseph-François Lambert numerosi e lucrosi privilegi economici sull'isola, tra cui il diritto esclusivo su tutte le attività minerarie e forestali e sullo sfruttamento delle terre non occupate, in cambio di una tassa del 10% da versare al regno di Imerina. Fu anche progettato un colpo di stato, in cui erano coinvolti Laborde e Lambert, per rovesciare la regina e sostituirla con il figlio. Nel 1861, alla morte della regina, Rakoto successe al trono con il nome di Radama II, ma governò solo due anni prima di essere ucciso in un attentato (anche se prove successive indicano che sopravvisse all'attentato e visse fino alla vecchiaia come un normale cittadino fuori dalla capitale). Gli succedette al trono la vedova Rasoherina.
Nel 1863 il primo ministro Rainivoninahitriniony denunciò gli accordi contenuti nella "Carta di Lambert". A partire dal 1864 il primo ministro Rainilaiarivony cercò di modernizzare lo stato, ponendo fine alla schiavitù nel 1877, modernizzando il sistema giuridico nel 1878 e promulgando una nuova costituzione nel 1881. Sotto l'anglofilo Rainilaiarivony l'influenza britannica crebbe notevolmente in campo economico e religioso.

## I crescenti interessi francesi in Madagascar
All'inizio degli anni 1880 la fazione colonialista francese, la lobby cattolica di destra e i parlamentari della Riunione sostenevano l'invasione del Madagascar per eliminarne l'influenza britannica. Il mancato rispetto della "Carta di Lambert" e la lettera a Napoleone III furono usati dai francesi come pretesto per invadere il Madagascar nel 1883. A scatenare l'intervento contribuirono anche diverse controversie: la minoranza Sakalava rimase fedele al protettorato francese nel nord dell'isola, un cittadino francese fu ucciso ad Antananarivo e la monarchia di Imerina ordinò di sostituire la bandiera francese con quella del Madagascar nelle concessioni francesi.

## La guerra

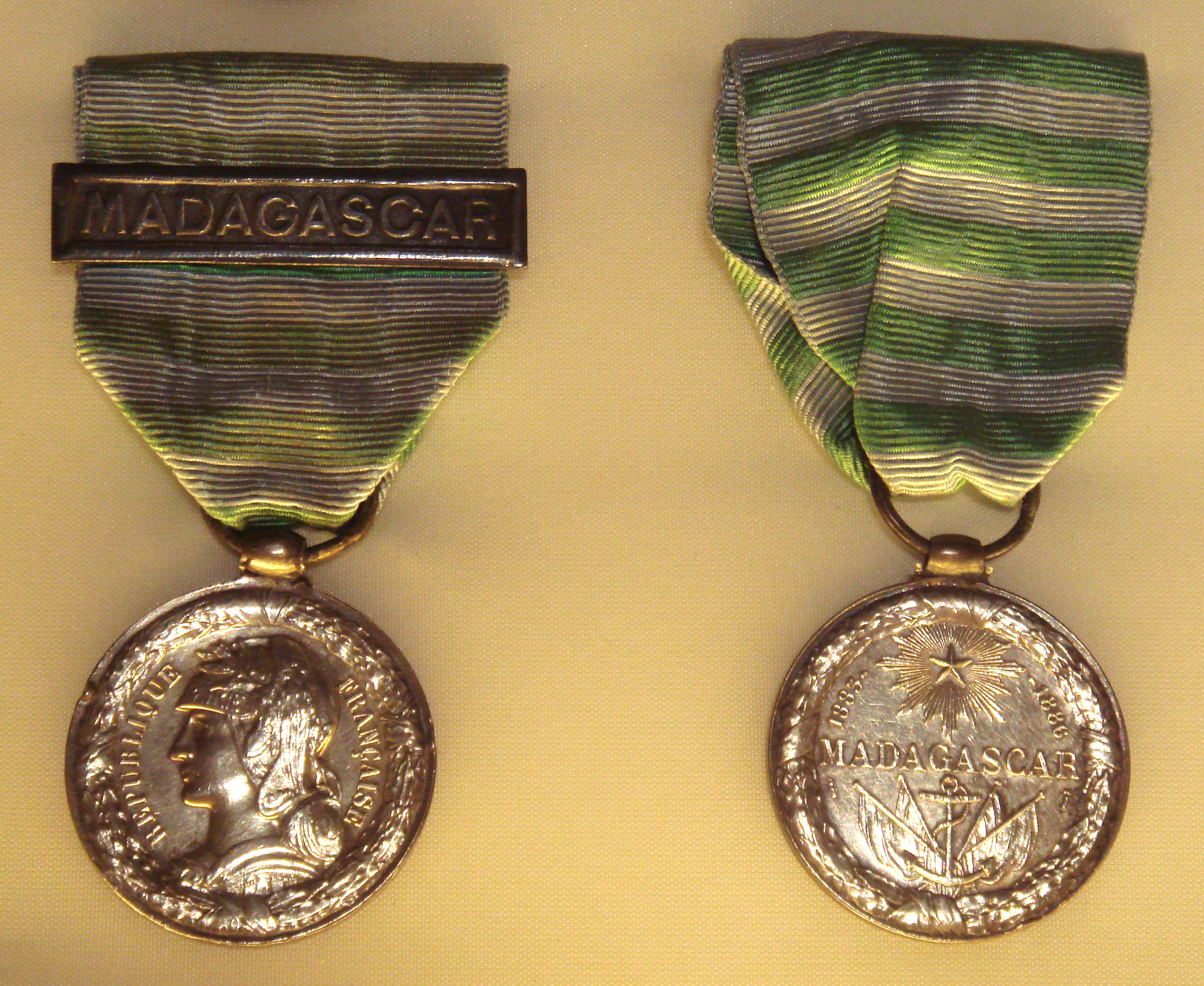
Medaglia commemorativa della prima spedizione in Madagascar, Musée de la Légion d'Honneur

Fu deciso di inviare la divisione navale dell'ammiraglio Le Timbre. I francesi, al comando dell'ammiraglio Pierre, bombardarono la costa nord-occidentale e occuparono Mahajanga nel maggio 1885. Una colonna portò un ultimatum ad Antananarivo, chiedendo il riconoscimento dei diritti francesi nel nord-est del Madagascar, un protettorato francese sul territorio dei Sakalava, il riconoscimento dei diritti di proprietà francesi e un'indennità di 1 500 000 franchi.
Quando l'ultimatum fu rifiutato, i francesi bombardarono la costa orientale, occuparono Toamasina e arrestarono il missionario inglese Shaw. Nel frattempo erano morti la regina Ranavalona II, succeduta a Rasoherina, e l'ammiraglio Pierre, che fu sostituito prima dall'ammiraglio Galiber e poi dal contrammiraglio Miot.

## Conseguenze
Nel dicembre 1885 fu firmato un trattato che i francesi interpretarono come un protettorato sul Madagascar, fatto non riconosciuto dalla regina Ranavalona III e dal primo ministro Rainilaiarivony. Il trattato prevedeva l'accettazione di un residente francese ad Antananarivo e il pagamento di un'indennità di 10 000 000 di franchi. Il mancato rispetto del trattato portò nel 1895 alla seconda guerra franco-malgascia e alla successiva colonizzazione francese del Madagascar.